# The Man in the Gray Flannel Suit
The Man in the Gray Flannel Suit (br: O Homem do Terno Cinzento') é um filme estadunidense de 1956 baseado no romance de mesmo nome, de Sloan Wilson. O filme é estrelado por Gregory Peck e Jennifer Jones.

## Elenco
- Gregory Peck—Tom Rath
- Jennifer Jones—Betsy Rath
- Fredric March—Ralph Hopkins
- Marisa Pavan—Maria Montagne
- Lee J. Cobb—Judge Bernstein
- Ann Harding—Helen Hopkins
- Keenan Wynn—Sgt. Caesar Gardella
- Gene Lockhart—Bill Hawthorne
- Gigi Perreau—Susan Hopkins
- Portland Mason—Janey Rath
- Arthur O'Connell—Gordon Walker
- Henry Daniell—Bill Ogden
- Connie Gilchrist—Mrs. Manter
- Joseph Sweeney—Edward M. Schultz
- Sandy Descher—Barbara Rath

## Recepção
Bosley Crowther, do The New York Times, declarou que o filme é "maduro, fascinante e muitas vezes bastante tocante".

## Prêmios e indicações
The Man in the Gray Flannel Suit foi indicado ao prêmio Palma de Ouro do Festival de Cannes de 1956.